# 수직적 통합

수직적 통합과 수평적 통합과의 관계.

수직적 통합(垂直的統合)은 미시경제학과 경영 분야에서 한 회사의 공급 사슬이 회사 소유가 되는 것을 말한다. 일반적으로 공급 사슬의 각 구성체는 각기 다른 제품이나 (시장에 특화된) 용역을 생산하며 제품은 공통의 요구를 충족하기 위해 병합된다. 이 용어는 수평적 통합과는 반대되는 

## 예

### 석유
석유의 생산·정제·판매·수송 등 4개 기능부문 중 2개 기능 이상을 담당하고 있을 때 이를 '수직적 통합' 또는 '기능적 통합'이라 한다. 일반적으로 수직적 통합은 석유정제와 이에 관련된 수송수단으로서의 파이프라인을 중심으로 이루어진 경우가 많으며, 4개 기능부문을 모두 경영하는 완전통합 회사도 있다.